# Maude Morissette
Pour les articles homonymes, voir Morissette.
Maude Morissette, née le 24 août 1984, est une humoriste et auteure québécoise, diplômée de l'École nationale de l'humour en 2011. 
Elle est la créatrice de la série humoristique de marionnettes La Dump et du balado Hashtag.

## Biographie
Diplômée d’un baccalauréat en sciences, spécialités commerce et publicité à l'université de Montréal et l’École nationale de l’humour en 2011, elle a remporté la même année le concours La prochaine, à l'antenne d'ARTV,. Elle a fait ses débuts à la télévision en tant que chroniqueuse à Un gars le soir et le matin à Aubaines & cie et Trucs & cie pendant trois sur les ondes de V entre 2013 et 2016.
En 2015, elle crée La Dump, série humoristique à laquelle elle participe comme actrice, auteure, réalisatrice et productrice. 
En 2017, elle crée et coanime le balado humoristique Hashtag.

## Humour

### La Dump
Maude Morissette crée en 2015 La Dump, et produit une saison pilote de huit courts épisodes visionnés plus d'un demi-million de fois et remportant 6 prix à travers le monde. Ce n'est que cinq plus tard, en 2020, que la saison 1 est diffusée sur Youtube, Facebook et Instagram. La Dump est une série engagée et parodique de la culture populaire québécoise utilise entièrement des marionnettes pour donner vie aux personnages.
La série a reçu des critiques positives de plusieurs médias québécois incluant Le Devoir, 98.5 FM, La Presse et le Journal de Montréal.

### Hashtag
Hashtag est un balado humoristique créé en 2017 qui relaie des actualités ludiques et insolites en compagnie de Gaël Comtois, d’humoristes et de youtubeurs invités. Les saisons 1, 2 et sont disponibles sur Facebook, Itunes et Youtube. Dans l'émission, Maude Morissette agit en tant que coanimatrice et productrice[réf. souhaitée].

## Distinctions
- Nomination au Gala Les Olivier 2016 dans la catégorie Meilleure capsule web[14]
- Gagnante du Prix au Seoul Webfest (Corée du Sud) dans la catégorie Meilleure websérie d'animation / humour[15]
- Gagnante du Prix au Rio Webfest (Brésil) dans la catégorie Meilleure websérie d'humour[16]
- Gagnante du Prix au Montréal Webfest (Canada) dans la catégorie Meilleure animation d'humour[17]
- Gagnante du Prix au Berlin Webfest (Allemagne) dans la catégorie Créatrice & auteure à surveiller[18]
- Gagnante du Prix au Sicile Webfest (Italie) dans la catégorie Meilleure direction artistique[19]
- Gagnante du Prix au Austin Webfest (États-Unis) dans la catégorie Meilleur montage[20]
- Gagnante du concours La Prochaine de ARTV[21]